# Reinhold Voll
Reinhold Voll (* 17. Februar 1909 in Berlin; † 12. Februar 1989 in Plochingen) war ein deutscher Arzt und Erfinder der Elektroakupunktur nach Voll (EAV), eines umstrittenen alternativmedizinischen Diagnose- und Therapieverfahrens.

## Lebenslauf
Nach einem abgebrochenen Architekturstudium studierte Voll Humanmedizin und wurde 1935 Arzt. Sein Berufswunsch ging offenbar auf Beobachtungen von Erkrankungen seines Vaters zurück. Sein erstes medizinisches Interesse galt Tropenkrankheiten, Sportmedizin und allgemeinen Gesundheitsfragen. In der Folge konzentrierte er sich auf die Akupunktur der traditionellen chinesischen Medizin. Er zog nach Plochingen, wo er bis zu seinem Lebensende blieb und auch als Hausarzt arbeitete. Voll erhielt 1979 das Bundesverdienstkreuz am Bande.

## Entwicklung der Elektroakupunktur nach Voll (EAV)
1958 entwickelte Voll aus Ansätzen der Akupunktur nach der traditionellen chinesischen Medizin (TCM) die Elektroakupunktur nach Voll. Es handelt sich dabei in erster Linie um ein diagnostisches Verfahren, bei dem an bestimmten Punkten der Hautoberfläche Messungen der elektrodermalen Aktivität durchgeführt werden. Die entsprechenden Punkte der Hautoberfläche entsprechen dabei Akupunkturpunkten auf Meridianen der TCM. Voll führte jedoch auch zusätzliche Messpunkte auf eigenen Meridianen (von ihm Gefäße genannt) ein. Seine Widerstandmessungen sollen der Diagnose von Krankheiten dienen sowie Aufschluss über die Verträglichkeit oder Anwendbarkeit von Medikamenten geben. Nach Volls Ansicht soll der Hautwiderstand an festgelegten Punkten bei akuten Erkrankungen erniedrigt sein, während er bei chronischen Erkrankungen erhöht sei. Der Patient hält die negativ geladene Elektrode in der Hand, der Arzt berührt Körperstellen mit der positiv geladenen Elektrode. Therapeutisch soll das EAV-Gerät einen schwachen elektrischen Strom zur Erhöhung der Wirkung der Nadelakupunktur abgeben.
Er entwickelte  in Zusammenarbeit mit der Firma Staufen Pharma und der Firma Wala Heilmittel sogenannte Nosodentests (KUF), die als Medikamententest bezeichnet werden und bei denen Substanzen in homöopathischer Verdünnung (Potenzierung) eingesetzt werden.
Ein entsprechendes Elektroakupunkturgerät „Diatherapuncteur“ zur Hautwiderstandsmessung entwickelte er zusammen mit dem Ingenieur Fritz Werner. In den 1960er Jahren vereinfachte der deutsche Arzt Helmut Schimmel das EAV-Verfahren durch Reduktion der Anzahl der Messpunkte von ursprünglich 850 auf 60. Spätere EAV-Geräte kamen unter verschiedenen Bezeichnungen wie Vegatest, Accupath, Biotron, Computron, Dermatron, DiagnoMeter, Interactive Query System (IQS) usw. auf den Markt.

## Kritik
Die EAV wird wegen des Fehlens eines Wirksamkeitsnachweises in der wissenschaftlichen Medizin nicht angewandt.

## Publikationen
- Indikationsliste der Nosoden. Staufen Pharma 1999
- Die Meßpunkte der EAV an Händen und Füßen. ML-Verlag Uelzen
- Kopfherde – Diagnostik und Therapie mittels Elektroakupunktur und Medikamententestung. ML-Verlag Uelzen
- Topographische Lage der Messpunkte der EAV. ML-Verlag, Uelzen, 4. Auflage 1980
- Die 850 EAV-Messpunkte auf den Meridianen und Gefäßen einschließlich Sekundärgefäßen.